# Eumeka koghii
Eumeka koghii är en tvåvingeart som beskrevs av Mcalpine 2007. Eumeka koghii ingår i släktet Eumeka och familjen bredmunsflugor.
Artens utbredningsområde är Nya Kaledonien. Inga underarter finns listade i Catalogue of Life.